# Neudeck (Uebigau-Wahrenbrück)
Neudeck ist ein Ortsteil der Gemeinde Uebigau-Wahrenbrück im Landkreis Elbe-Elster in Brandenburg. Der Ort liegt etwa 6 km nördlich von Uebigau rechtsseitig der Schwarzen Elster. Derzeit leben hier 72 Einwohner.

## Geschichte

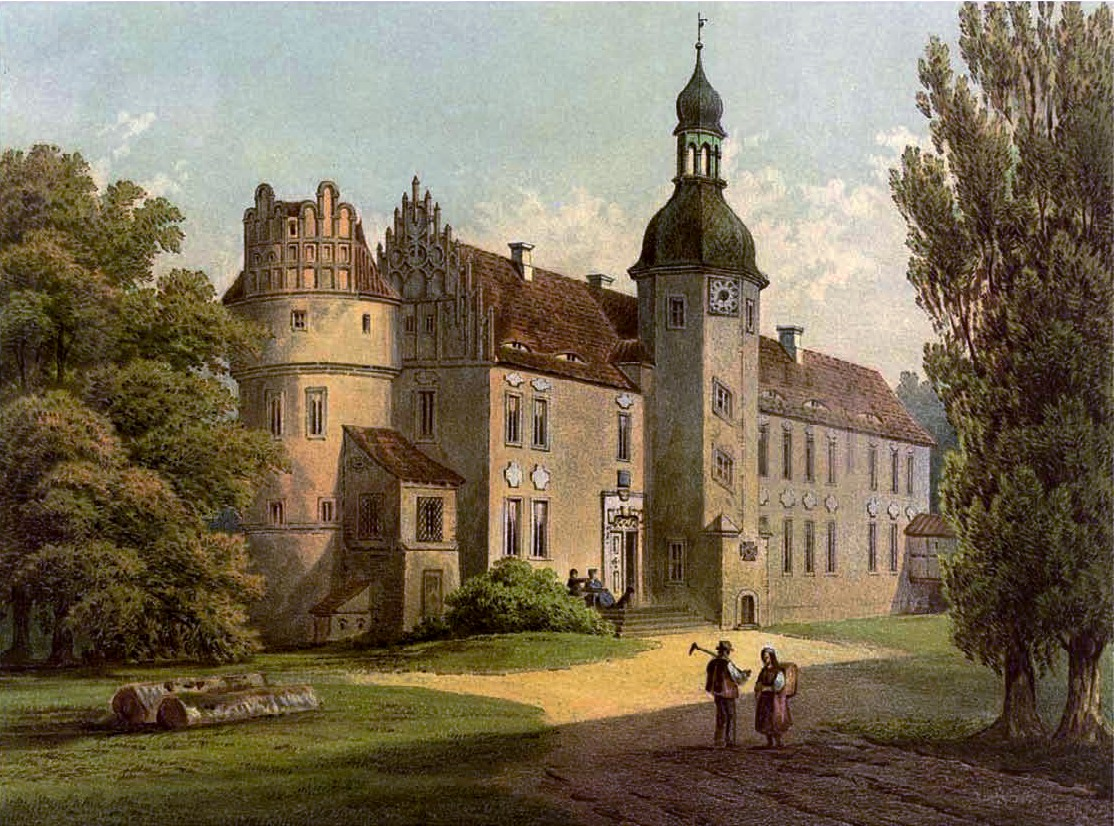
Schloss Neudeck um 1860, Sammlung Alexander Duncker

Der Ort wurde urkundlich erstmals 1212 als Besitz des Ritters Thietholdi de Nidecke erwähnt.

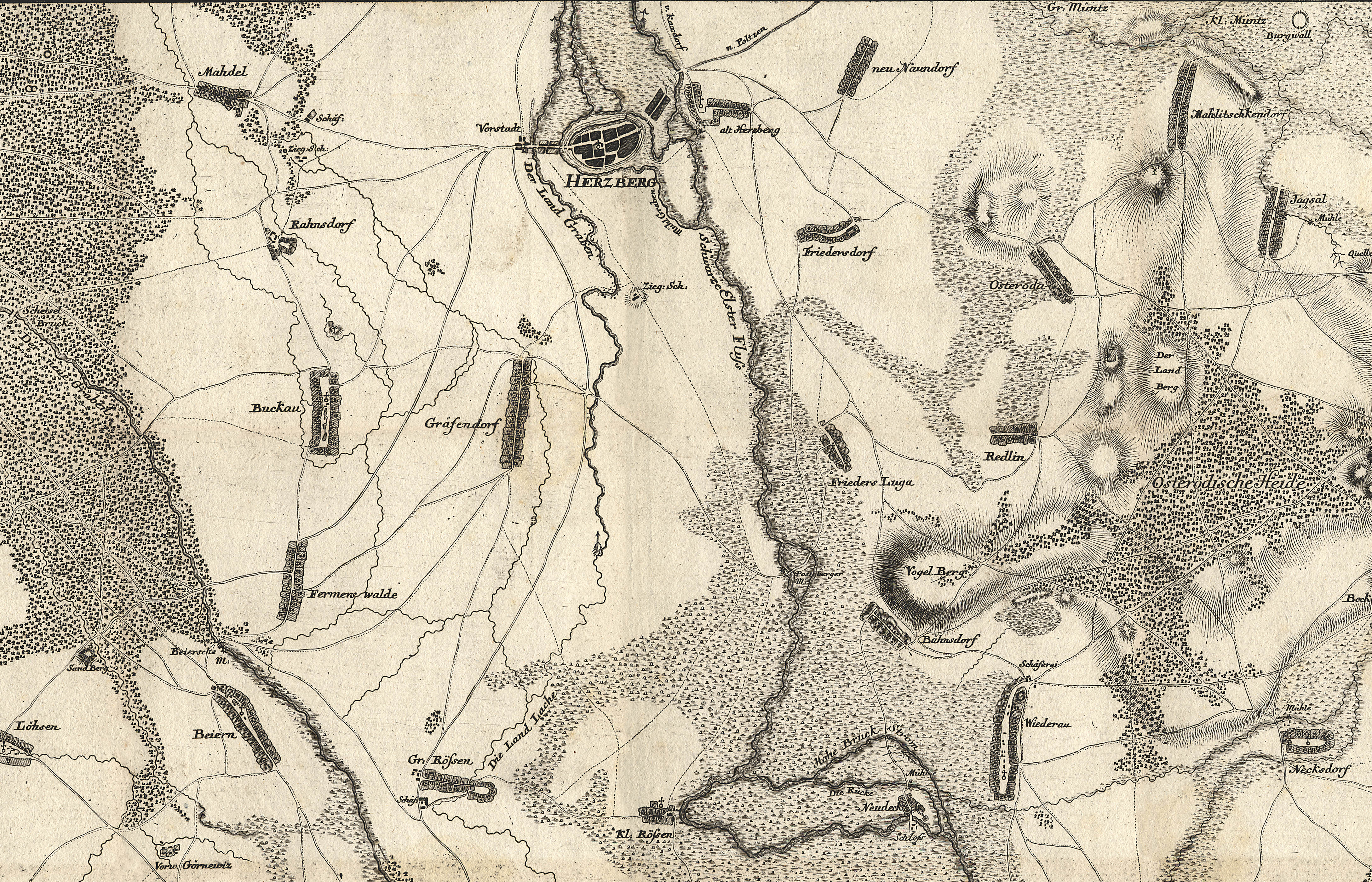
Teil aus der Cabinetskarte von Isaak Jacob von Petri mit Neudeck um 1762

Am 1. Januar 1957 erfolgte eine Eingemeindung der bis dahin selbstständigen Gemeinde in das benachbarte Bahnsdorf.
Am 31. Dezember 2001 wurden Wahrenbrück und die Stadt Uebigau mit den Gemeinden Bahnsdorf, Drasdo sowie Wiederau zusammengeschlossen und in Uebigau-Wahrenbrück umbenannt.

### Bevölkerungsentwicklung
| Einwohnerentwicklung von Neudeck von 1875 bis 1950 | Einwohnerentwicklung von Neudeck von 1875 bis 1950 | Einwohnerentwicklung von Neudeck von 1875 bis 1950 | Einwohnerentwicklung von Neudeck von 1875 bis 1950 | Einwohnerentwicklung von Neudeck von 1875 bis 1950 |
| Jahr                                               | Einwohner                                          |                                                    | Jahr                                               | Einwohner                                          |
| -------------------------------------------------- | -------------------------------------------------- | -------------------------------------------------- | -------------------------------------------------- | -------------------------------------------------- |
| 1875                                               | 118                                                |                                                    | 1939                                               | 109                                                |
| 1890                                               | 120                                                |                                                    | 1946                                               | 143                                                |
| 1910                                               | 130                                                |                                                    | 1950                                               | 168                                                |
| 1925                                               | 155                                                |                                                    | 2016                                               | 73                                                 |
| 1933                                               | 103                                                |                                                    | 2019                                               | 67                                                 |

## Kultur und Sehenswürdigkeiten

Neudeck auf einer geschichtlichen Karte des Kreises Liebenwerda (1910).

### Schloss

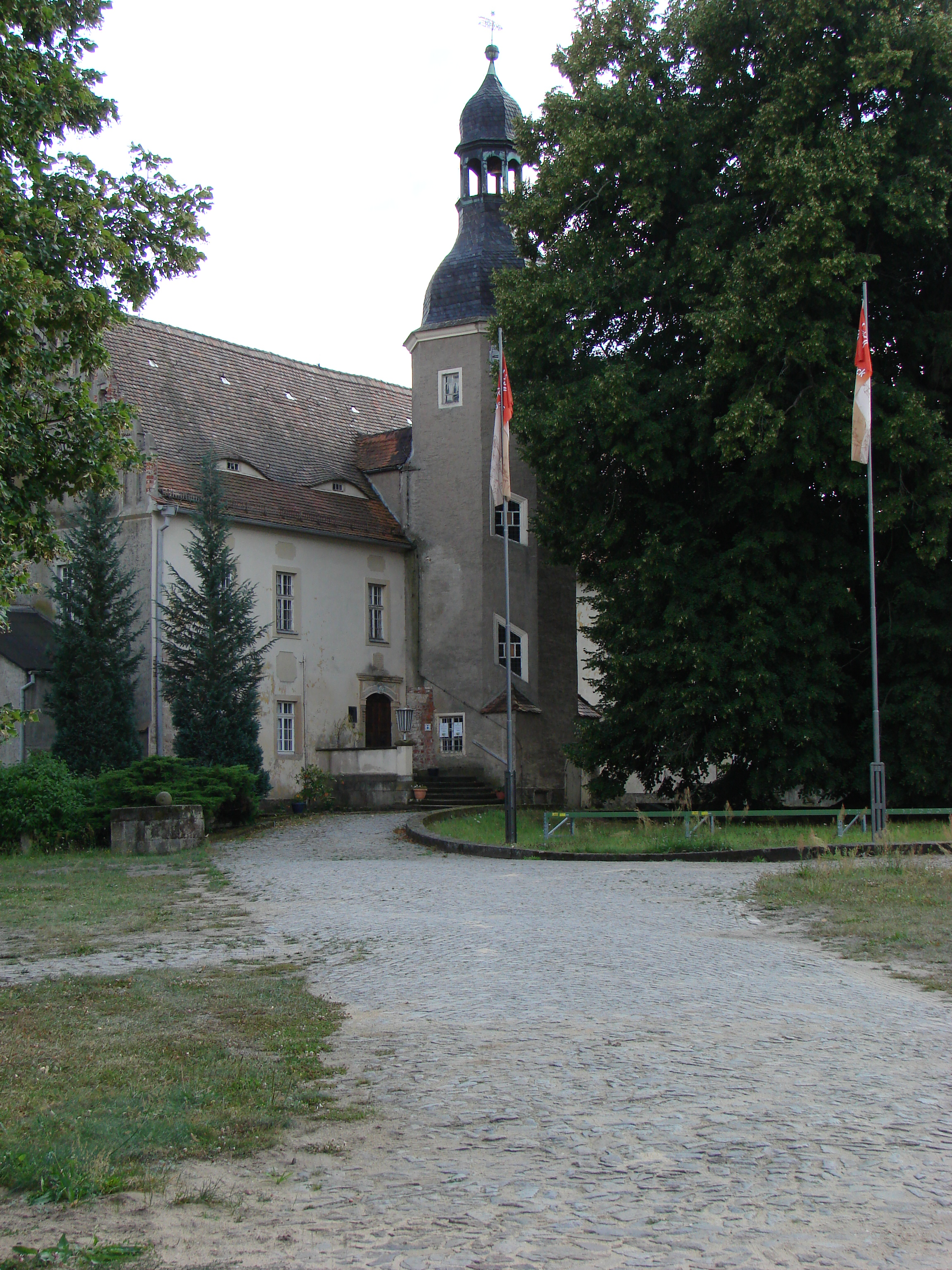
Schloss Neudeck, Zustand 2014

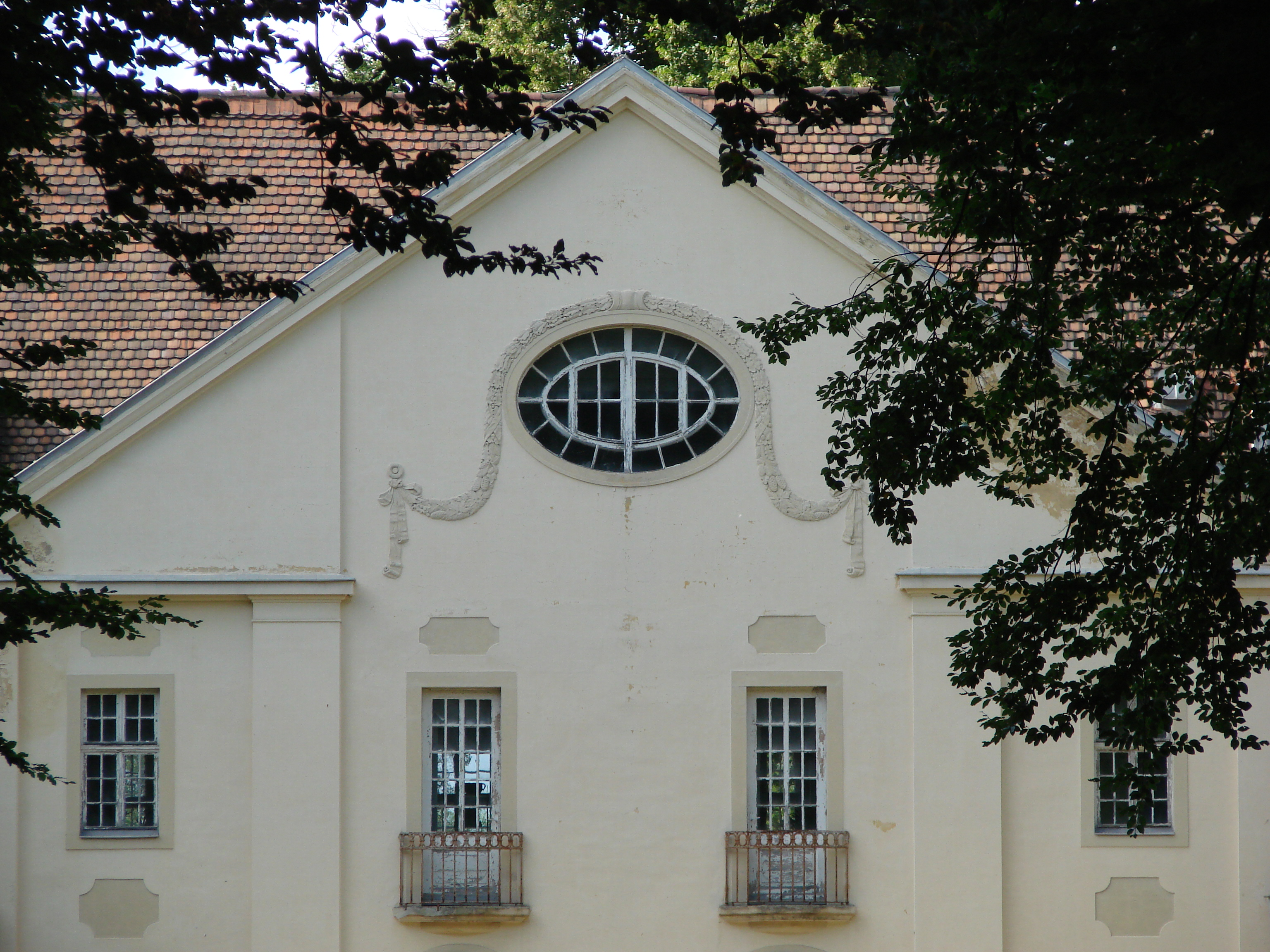
Giebel auf der Parkseite

Der zweigeschossige Hauptflügel des Renaissanceschlosses wurde 1521 durch einen Herrn von Brandenstein errichtet. Bis 1615 blieb das Schloss im Besitz der Familie von Brandenstein, die im Mittelalter eine der wohlhabendsten Familien dieser Gegend war, und kam anschließend an die Familie von Schleinitz. Mitte des 17. Jahrhunderts wurde ein großer Treppenturm angebaut, 1687 kam es zum Verkauf an Johann Patow aus Mallenchen. Barocke Formen erhielt das Gebäude nach Umbauarbeiten im Jahr 1711.
1763 gelangte das Schloss in den Besitz von Hartmann von Landwuest und ging zu einem Herrn von Trebra. Von diesem wiederum kaufte 1819 Graf Heinrich von Blumenthal das Schloss für 19000 Taler. Nach dessen Tod im Jahre 1830 kam das Gut in bürgerliche Hände. Von 1904 bis 1905 erfolgte eine umfassende Erneuerung durch Viktor Lettre. Letzter Besitzer vor dem Ende des Zweiten Weltkriegs war der Rasierklingenfabrikant Otto Roth. 
Nach dem Krieg beherbergte Schloss Neudeck bis 1999 eine Polizeischule. Im Jahre 2002 wurde das Schloss veräußert und anschließend vom Käufer zur Pacht ausgeschrieben, blieb jedoch sich selbst überlassen und verfiel immer mehr.
Vor dem Hintergrund dieser Situation gründete sich der Förderverein Schloss Neudeck, dem es gelang, eine Rücknahme der gescheiterten Privatisierung zu erreichen. 2010 schloss der Verein einen Überlassungsvertrag mit dem Land Brandenburg, um eine Revitalisierung des Schlosses vorantreiben zu können. Im August 2015 entschied das Land jedoch, keine Mittel in das Schloss zu investieren. Parallel dazu sollten wegen des schlechten Zustands der Bausubstanz keine weiteren Veranstaltungen in Schloss Neudeck mehr zugelassen werden. Unter diesen Umständen sah der Förderverein keine Perspektive für das Schloss mehr und beschloss im März 2016 seine Liquidation. Diese erstreckt sich auch auf den Besitzüberlassungsvertrag mit dem Land Brandenburg. Konsequenz ist die Räumung des Gebäudes. Es dürfte nun wieder zum Verkauf stehen.

### Elsterbrücke
Die denkmalgeschützte Drei-Bogen-Betonbrücke aus dem Jahr 1905 befindet sich zwischen Neudeck und Kleinrössen. Die Brücke stellt ein Denkmal des frühen Betonbaus der vorletzten Jahrhundertwende dar.
Ein Schild an der Brücke berichtet: „Diese Brücke wurde 1945 durch eine mutige Tat des Bauern Otto Nicklisch vor der Zerstörung gerettet.“
Die Brücke war ab 1995 aus Sicherheitsgründen nicht mehr zu Benutzen. Direkt daneben wurde eine Behelfsbrücke aus Stahl aufgebaut, die die Überquerung der Schwarzen Elster ermöglichte. Seit der Sanierung im Jahr 2018 ist die alte Bogenbrücke wieder befahrbar.

### Kriegerdenkmale
Nördlich von Bahnsdorf befindet sich an der Bundesstraße 101 das Kriegerdenkmal am Bahnsdorfer Berg. Das mit einem höhlenartigen Innenraum gestaltete und mit Inschriften versehene wuchtige Denkmal wurde 1908 eingeweiht. Es soll an die in den Einigungskriegen 1864, 1866 und 1870/71 gefallenen Einwohner aus Neudeck, Bahnsdorf und Wiederau erinnern. Das Denkmal ist inzwischen stark einsturzgefährdet.
Ein weiteres Kriegerdenkmal für die Gefallenen dieser drei Orte befindet sich unmittelbar neben der spätmittelalterlichen Feldsteinkirche in Wiederau. Es soll an die beiden Weltkriege erinnern und wurde zuletzt 2005 saniert. Siehe Hauptartikel: Kriegerdenkmal Wiederau

## Personen
- Albert von Blumenthal (1797–1869), preußischer Generalleutnant, Domherr zu Halberstadt und Ehrenritter des Johanniterordens